# 吳彥輝
吳彥輝，是一名退伍軍人，在1989年的六四天安门事件中擔任中國人民解放軍天津警備區第一師第一團第一連第一排106坦克二炮手。在事件當中，他身處的「106號坦克」因衝進學生隊伍，壓死多名學生而為人所知。2014年，他的身份被歷史文獻學者、八九民運的參與者和見證人吳仁華曝光，並且被列入六四天安门事件鎮壓者名單中。

## 涉入六四天安门事件
1989年6月4日清晨，有三輛坦克突然在北京西長安街上的六部口向數千名撤離天安門廣場且走在自行車道上的學生衝去，造成11名學生當場死亡，兩名學生失去雙腿，涉事的其中一輛坦克的編號就是106。事件中的受害者亦包括在當時被碾斷雙腿的民運人士方政，當年亦有人給天安門母親丁子霖寫過一張條子，上面寫著那一輛坦克的編號。據見證人吳仁華所述，六部口慘案發生時他在現場，當時他和許多學生離開現場的時候，一路呼喊著：「要記住這輛坦克！要記住這輛坦克！」、「一定要記住坦克106號！」

## 曝光經過
吳彥輝最初是在一個偶然的機會下在網絡聊天室引起了吳仁華的注意，並被他列為重點跟蹤對象。六四天安门事件發生後多年來，吳仁華通過各種方法收集了幾萬份有關六四的資料，並且運用自己的專業所長來追查六四軍人姓名，做施害者／責任人以及受害者的記錄。他還到各個退伍軍人專業軍人的論壇、聊天室、QQ群裏去追蹤聊天記錄，尋找線索。吳彥輝曾在網上透露他參與過89年的「平暴」，經吳仁華上網追蹤他的談話記錄，知道他自己暴露了當年部隊番號和所在單位，最後被吳仁華確定了其番號就是天津警備區第一師第一團第一連第一排106號坦克的二炮手。
2014年6月，吳仁華在推特上公布了吳彥輝的工作單位和手機號碼，有推特用戶給他打電話確認，問他是不是就是那名二炮手，吳彥輝說是，證實了吳仁華公布的部隊番號正確無誤。該名用戶繼而在推特上描述了他與吳彥輝的對話，有人繼續追問他是不是參加過1989年的平暴，他也說是。之後有多名推特用戶給他打電話確認，他都說是，後來他就不再接聽電話。吳仁華回憶說：「當時我淚流滿面，是一種悲憤、也是一種激動、我終於找到了這輛坦克的軍人。因為就是這個106號坦克，衝進學生隊伍，當場壓死那麼多學生，所以當年我跟很多學生一路從六部口哭喊著記住這個坦克的編號106，一直哭喊著回到校園！」

## 身份意義
經歷過六四天安门事件的人當中，有很多人都對106坦克印象深刻。在接受訪問時，吳仁華表示在尋找六四軍人的過程中，最感振奮的發現就是找到了吳彥輝：「找到了這輛坦克的二砲手，就意味著有可能找到這輛坦克的駕駛員和指揮官。儘管最主要的責任者是駕駛員和指揮官，但找到彈藥手就找到了一個線索。」他也說：「找到這位二炮手就好辦了，就知道駕駛員是誰，指揮官是誰，當時到底是他們擅自向學生碾壓還是有人指揮他們碾壓的。」